# Jeff Blashill
Jeffrey Ralph "Jeff" Blashill, född 10 december 1973, är en amerikansk ishockeytränare och före detta ishockeymålvakt som är tränare för Chicago Blackhawks i National Hockey League (NHL) sedan den 22 maj 2025.

## Spelare
Blashill spelade för Ferris State Bulldogs i National Collegiate Athletic Association (NCAA) och Des Moines Buccaneers i United States Hockey League (USHL).
Han blev aldrig NHL-draftad.

### Statistik
M = Matcher, V = Vinster, F = Förluster, O = Oavgjorda, MIN = Spelade minuter, IM = Insläppta Mål, N = Hållit nollan, GAA = Genomsnitt insläppta mål per match, R% = Räddningsprocent

#### Grundserie
| Källa:      | Källa:                | Källa:      | Källa: | Källa: | Källa: | Källa: | Källa: | Källa: | Källa: | Källa: | Källa: | Källa: |
| Säsong      | Lag                   | Liga        | M      | V      | F      | O      | MIN    | IM     | N      | GAA    | R%     |        |
| ----------- | --------------------- | ----------- | ------ | ------ | ------ | ------ | ------ | ------ | ------ | ------ | ------ | ------ |
| 1991–1992   | Des Moines Buccaneers | USHL        | 10     | 7      | ?      | ?      | 417    | 15     | ?      | 2,16   | 0,925  |        |
| 1992–1993   | Des Moines Buccaneers | USHL        | 25     | 18     | 4      | ?      | 1346   | 77     | ?      | 3,34   | 0,897  |        |
| 1993–1994   | Des Moines Buccaneers | USHL        | 26     | 18     | 7      | ?      | 1502   | 76     | ?      | 3,04   | 0,901  |        |
| 1994–1995   | Ferris State Bulldogs | NCAA        | 26     | 10     | 10     | 3      | 1355   | ?      | ?      | 3,90   | 0,868  |        |
| 1995–1996   | Ferris State Bulldogs | NCAA        | 32     | 11     | 18     | 2      | 1839   | 108    | 2      | 3,52   | 0,878  |        |
| 1996–1997   | Ferris State Bulldogs | NCAA        | 16     | 5      | 8      | ?      | 726    | 58     | ?      | 4,79   | 0,825  |        |
| 1997–1998   | Ferris State Bulldogs | NCAA        | 4      | 1      | ?      | ?      | 103    | 7      | ?      | 4,07   | 0,821  |        |
| NCAA totalt | NCAA totalt           | NCAA totalt | 78     | 27     | 36     | 5      | 4023   | 173    | 2      | 4.07   | 0,848  |        |
| USHL totalt | USHL totalt           | USHL totalt | 61     | 43     | 11     | ?      | 3265   | 168    | ?      | 2.87   | 0,907  |        |

#### Slutspel
| Källa:      | Källa:                | Källa:      | Källa: | Källa: | Källa: | Källa: | Källa: | Källa: | Källa: | Källa: | Källa: | Källa: |
| Säsong      | Lag                   | Liga        | M      | V      | F      | O      | MIN    | IM     | N      | GAA    | R%     |        |
| ----------- | --------------------- | ----------- | ------ | ------ | ------ | ------ | ------ | ------ | ------ | ------ | ------ | ------ |
| 1991–1992   | Des Moines Buccaneers | USHL        | —      | —      | —      | —      | —      | —      | —      | —      | —      |        |
| 1992–1993   | Des Moines Buccaneers | USHL        | 4      | 1      | 2      | 0      | 160    | 11     | ?      | 4.13   | 0,891  |        |
| 1993–1994   | Des Moines Buccaneers | USHL        | —      | —      | —      | —      | —      | —      | —      | —      | —      |        |
| 1994–1995   | Ferris State Bulldogs | NCAA        | —      | —      | —      | —      | —      | —      | —      | —      | —      |        |
| 1995–1996   | Ferris State Bulldogs | NCAA        | —      | —      | —      | —      | —      | —      | —      | —      | —      |        |
| 1996–1997   | Ferris State Bulldogs | NCAA        | —      | —      | —      | —      | —      | —      | —      | —      | —      |        |
| 1997–1998   | Ferris State Bulldogs | NCAA        | —      | —      | —      | —      | —      | —      | —      | —      | —      |        |
| NCAA totalt | NCAA totalt           | NCAA totalt | —      | —      | —      | —      | —      | —      | —      | —      | —      |        |
| USHL totalt | USHL totalt           | USHL totalt | 4      | 1      | 2      | 0      | 160    | 11     | ?      | 4.13   | 0,891  |        |

## Tränare
Direkt efter Blashill spelade färdigt med Ferris State Bulldogs, fick han anställning som assisterande tränare för dem. Fyra år senare lämnade Blashill Bulldogs och blev assisterande tränare för Miami Redhawks. Han var där de efterföljande sex åren innan Blashill utsågs till general manager och tränare för Indiana Ice. År 2010 blev han utnämnd till tränare för Western Michigan Broncos. Blashill var dock där bara ett år innan Detroit Red Wings tog in honom assisterande tränare. Ett år senare fick han ta över som tränare för Red Wings farmarlag Grand Rapids Griffins. År 2015 blev Blashill befordrad och utsågs till tränare för Red Wings. Han var där fram till 2022 när Blashill fick sparken. Han blev senare utnämnd till assisterande tränare för Tampa Bay Lightning. Den 22 maj 2025 offentliggjordes det att Blashill skulle ersätta Anders Sörensen som tränare för Red Wings främsta rival Chicago Blackhawks.
Blashill har även varit assisterande tränare för det amerikanska herrjuniorlandslaget vid U-18 Junior World Cup 2006 och juniorvärldsmästerskapet i ishockey 2009. Han har också varit verksam med det amerikanska herrlandslaget vid världsmästerskapet i ishockey för herrar 2017, världsmästerskapet i ishockey för herrar 2018 och världsmästerskapet i ishockey för herrar 2019 samt assisterande tränare vid världsmästerskapet i ishockey för herrar 2022. Hans bästa resultat på landslagsnivå är en bronsmedalj vid VM 2022.

### Statistik
Källa: 
| Lag                | Säsong    | Grundserie | Grundserie | Grundserie | Grundserie         | Grundserie | Grundserie     | Slutspel                   |  |
| Lag                | Säsong    | Matcher    | Vinster    | Förluster  | Övertids förluster | Poäng      | Placering      | Resultat                   |  |
| ------------------ | --------- | ---------- | ---------- | ---------- | ------------------ | ---------- | -------------- | -------------------------- |  |
| Detroit Red Wings  | 2015–2016 | 82         | 41         | 30         | 11                 | 93         | 3:a i Atlantic | Förlorade i första rundan. |  |
| Detroit Red Wings  | 2016–2017 | 82         | 33         | 36         | 13                 | 79         | 7:a i Atlantic | Missade slutspel.          |  |
| Detroit Red Wings  | 2017–2018 | 82         | 30         | 39         | 13                 | 73         | 5:a i Atlantic | Missade slutspel.          |  |
| Detroit Red Wings  | 2018–2019 | 82         | 32         | 40         | 10                 | 74         | 7:a i Atlantic | Missade slutspel.          |  |
| Detroit Red Wings  | 2019–2020 | 71         | 17         | 49         | 5                  | 39         | 8:a i Atlantic | Missade slutspel.          |  |
| Detroit Red Wings  | 2020–2021 | 56         | 19         | 27         | 10                 | 48         | 7:a i Atlantic | Missade slutspel.          |  |
| Detroit Red Wings  | 2021–2022 | 82         | 32         | 40         | 10                 | 74         | 6:a i Atlantic | Missade slutspel.          |  |
| Chicago Blackhawks | 2025–2026 |            |            |            |                    |            | ?:a i Central  | Säsong ej påbörjad.        |  |
| Totalt             | Totalt    | 537        | 204        | 261        | 72                 | 480        |                |                            |  |